# بطمون جزائري
بطمون جزائري (الاسم العلمي:Potamon algeriense) هو نوع من قشريات يتبع جنس البطمون من فصيلة البطمونات.